# Franse parlementsverkiezingen 1997
De Franse parlementsverkiezingen van 1997 vonden op 25 mei en 1 juni 1997 plaats. De kiesgerechtigde bevolking koos de 11de Nationale Vergadering (Assemblée Nationale) van de Vijfde Franse Republiek.
De PS onder leiding van Lionel Jospin werd de grootste partij. De RPR van zittend president Jacques Chirac verloor ruim 100 zetels en de rechtse "Presidentiële Meerderheidscoalitie" verloor de meerderheid aan "Meervoudig Links". Daardoor nam Jospin het premierschap over van Alain Juppé.

## Uitslag

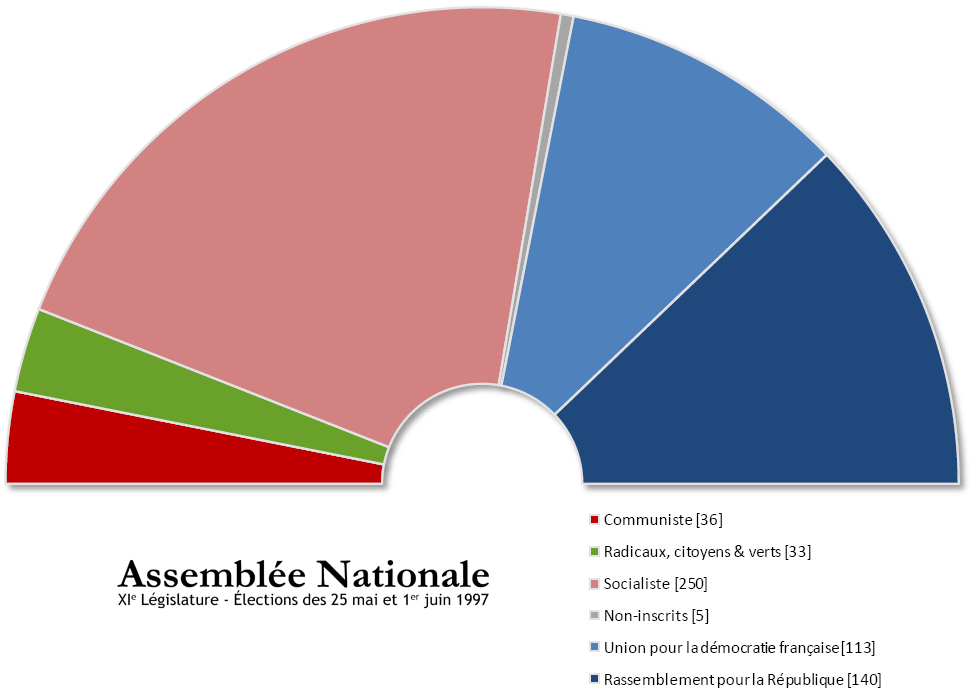
Verdeling in de Franse Nationale Vergadering

| Partijen en coalities                       | Partijen en coalities                       | Afkorting | Stemmen Eerste ronde | % Eerste ronde | Zetels Tweede ronde |
| ------------------------------------------- | ------------------------------------------- | --------- | -------------------- | -------------- | ------------------- |
|                                             | Parti Socialiste                            | PS        | 5.977.045            | 23,49%         | 255                 |
|                                             | Parti Communiste Français                   | PCF       | 2.523.405            | 9,92%          | 35                  |
|                                             | Parti radical-socialiste                    | PRS       | 389.782              | 1,53%          | 12                  |
|                                             | Les Verts                                   |           | 1.738.287            | 6,83%          | 7                   |
|                                             | Mouvement Républicain et Citoyen            | MRC       | 263.490              | 1,04%          | 7                   |
|                                             | Divers Gauche                               | DVG       | 713.082              | 2,80%          | 4                   |
| Totaal "Meervoudig Links"                   | Totaal "Meervoudig Links"                   |           | 11.605.091           | 45,61%         | 320                 |
|                                             | Rassemblement pour la République            | RPR       | 3.983.257            | 15,65%         | 139                 |
|                                             | Union pour la Démocratie Française          | UDF       | 3.617.440            | 14,22%         | 112                 |
|                                             | La Droite Indépendante                      | LDI       | 606.355              | 2,38%          | 2                   |
|                                             | Divers Droite                               | DVD       | 1.073.014            | 4,22%          | 0                   |
| Totaal "Presidentiële Meerderheidscoalitie" | Totaal "Presidentiële Meerderheidscoalitie" |           | 9.280.066            | 36,50%         | 253                 |
|                                             | Overigen                                    |           | 354.249              | 1,39%          | 3                   |
|                                             | Front National                              | FN        | 3.800.785            | 14,94%         | 1                   |
|                                             | Overig uiterst links                        |           | 644.051              | 2,53%          | -                   |
|                                             | Overig uiterst rechts                       |           | 26.759               | 0,11%          | -                   |
| Totaal                                      | Totaal                                      |           | 25.423.790           | 100            | 577                 |